# Hjemmestyrepartiet
Hjemmestyrepartiet var en sammenslutning af moderate politikere på Island, der arbejdede for at ministeren for Island skulle residere i Reykjavik, og at embedet altid skulle bestrides af en islænding, men at Islands tilknytning til Danmark i øvrigt skulle bevares. Partiet var hovedmodstander til separatisterne i Fremskridtspartiet og fra 1907 Selvstændighedspartiet. Dets leder var Hannes Hafstein.
Efter etableringen af Kongeriget Island i 1918 var partiets hovedmål ikke længere realiserbart. I 1923 blev det opløst og dets altingsmedlemmer dannede sammen med deres gamle modstandere fra Selvstændighedspartiet et nyt konservativt parti, Borgerpartiet.

## Valgresultater
| Valg         | Stemmer | %    | Mandater | Placering |
| ------------ | ------- | ---- | -------- | --------- |
| August 1916  | 1,950   | 33.5 | N/A      | 1st       |
| Oktober 1916 | 5,333.5 | 40.0 | 15       | 1st       |
| 1919         | 6,423   | 45.8 | 16       | 1st       |
| 1922         | 3,258   | 27.6 | N/A      | 1st       |